# Okrosjka
Okrosjka (russisk: окрошка, tr. okrosjka) er en russisk suppe baseret på kvas. Den serveres kold, og består af forskellige slags grønsager (som agurk og løg), kartofler, æg og eventuelt kød, typisk kalv eller pølse.
Okrosjka serveres normalt med smetana. I andre versioner anvendes fortyndet kefir, valle, eddike, mineralvand eller øl i stedet for kvas.